# 와카마쓰성

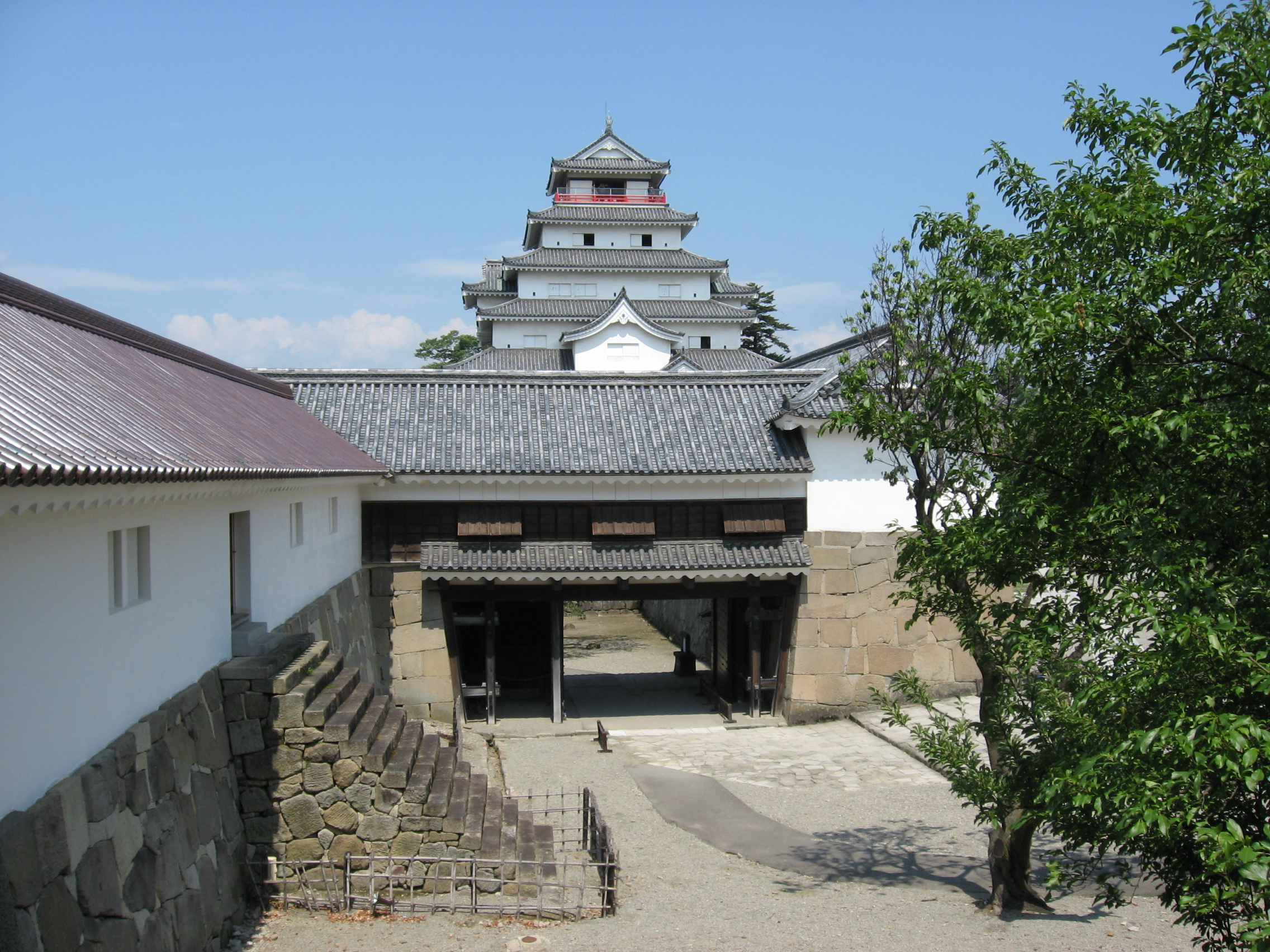
구로가네 문과 천수

와카마쓰성(일본어: 若松城)은 후쿠시마현 아이즈와카마쓰시 오테정에 있는 제곽식 평산성이다. 에도 시대 아이즈번의 번청이었다. 지역주민들은 일반적으로 쓰루가성(鶴ヶ城:두루미성)으로 부르고 있다. 지역외 타지역에서는 아이즈와카마쓰성(会津若松城)이라고 부르는 경우가 많다. 문헌상에는 구로카와성, 아이즈성으로 적은 경우도 있다. 국가 사적의 지정명칭은 와카마쓰성터이다.
와카마쓰성은 옛시가지 남단에 위치해 있으며 마루노우치의 무가저택과 마을 사이에는 외측해자가 가로질러 있다. 성의 중심부에는 혼마루가 있고, 그 북쪽 및 서쪽에는 오비쿠루와가 있다. 또, 내측해자를 사이에 두고 혼마루의 동쪽에는 니노마루, 산노마루가 배치되어 있으며, 혼마루의 북쪽과 서쪽에는 기타데마루, 니시데마루가 있다. 산노마루 이외의 각문은 마스가타를 갖춘 이중문의 형식으로 되어있다. 성터는 쓰루가성 공원(鶴ヶ城公園)으로 정비되었으며, 공원 대부분이 국가 사적으로 지정되었다. 사적 외인 산노마루 터에는 육상경기장, 시운영 풀장 및 도쿠시마 현립박물관이 있다. 또, 제건된 천수는 향토박물관으로 사용되고 있다.

## 역사
남북조 시대~센고쿠 시대

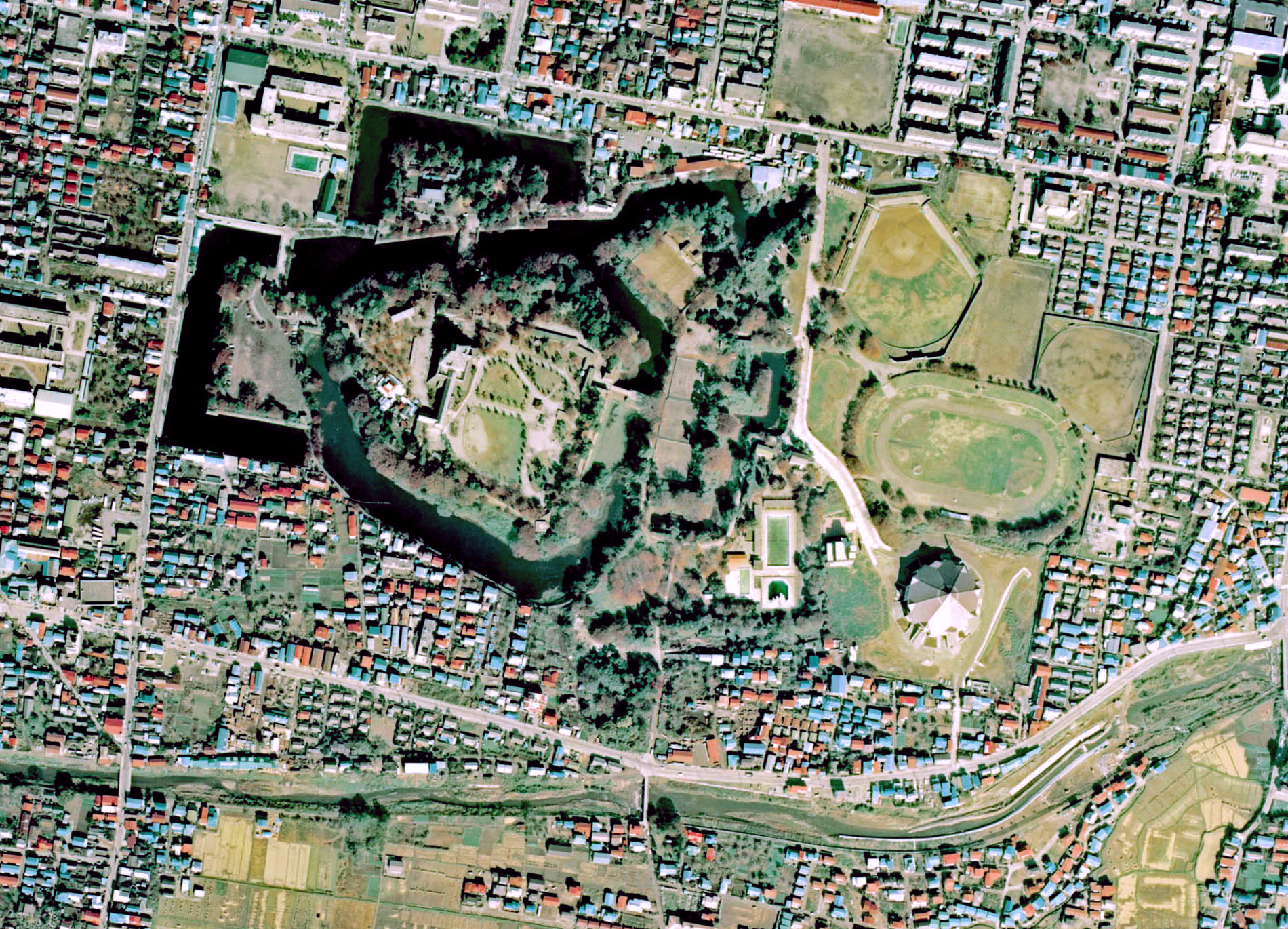
와카마쓰성의 항공사진, 1976년 촬영
〈일본국토교통성〉

1384년 아시나 나오모리가 오다가키노관(小田垣の館) 또는 히가시쿠로카와관(東黒川館)이라는 거관을 조성한 것이 와카마쓰성의 시작이다. 여러 설이 있지만, 아마도 15세기 중반까지는 구로카와성(黒川城) 또는 오다카키성(小高木城)과 조카마치(성하 마을)이 조성되었다고 생각된다. 이후 센고쿠 시대 아시나 모리우지가 구로카와성을 중심으로 대세력을 구축하였다.
아즈치모모야마 시대~에도 시대
아시나 모리우지 사후 아시나 가문의 세력이 약해지면서 오슈의 대세력으로 부상하는 다테 가문과 전쟁에서 열세에 놓였고, 마침내 1589년 다테 가문은 아시나 가문을 멸하고 아이즈 지방을 장악했다. 하지만, 이미 일본의 대부분은 도요토미 히데요시의 손에 들어와 있었고, 아시나 가문과 다테 가문과의 전쟁은 도요토미 히데요시의 전투 금지령을 어긴 일이었다. 이런 연유로 1590년 일본을 통일한 도요토미 히데요시에 의해 다테 가문의 아이즈 지방은 몰수 되었다.
1592년 이를 대신하여 가모 우지사토가 구로카와성에 입성하였고, 대 다이묘에 어울리는 근세성곽으로 개축과 성하 마을의 정비를 병행하였다. 1593년 5층 5계 지하 2층의 망루형 덴슈(천수)가 완공되었고, 성의 이름을 쓰루가성으로 바꾸었다. 근년 발굴조사에서 이 무렵의 것으로 추측되는 금박입힌 기와 일부가 출토되었다.
1598년 가모 우지사토의 아들 가모 히데유키가 성주로 부임할 무렵 가신단내에서 소란이 있었고, 이로 인해 가모 히데유키는 고쿠다카 92만 석에서 18석으로 감봉되어 시모쓰케국 우쓰노미야으로 이봉되었다. 이를 대신하여 에치고 가스가 산성의 성주 우에스기 가게카쓰가 120만 석으로 쓰루가성에 입성하였다. 1600년 세키가하라 전투에서 우에스기 가게카쓰는 서군에 가담하였고, 전후 도쿠가와 이에야스에 의해 고쿠다카 30만 석으로 감봉되어 데와국 요네자와으로 이봉되었다.
1601년 전 성주였던 가모 히데유키가 쓰루가성으로 재입성하였지만, 1627년 적장자 가모 다다사토가 후계자 없이 죽자 그의 차남 가모 다다토모가 후계를 이어 이요국 마쓰야마번으로 이봉되었다. 이를 대신하여 이요국 마쓰야마번에서 가토 요시아키가 봉해졌다. 1637년 그의 아들 가토 아키나리는 니시데마루, 기타데마루 등을 축조와 1611년에 일어난 아이즈 지진에 의해 부서졌던 천수를 승탑형 천수로 개축하였다.
1643년 가토 아키나리는 번내의 악정과 막부의 법령을 어겼다는 죄목으로 영지가 몰수 되고, 데와국 야마가타번에서 3대 쇼군 도쿠가와 이에미쓰의 이복동생 호시나 마사유키가 23만 석에 봉해져 쓰루가성에 입성한다. 이후 호시나 가문(保科氏)은 마쓰다이라(松平)로 성으로 개명하였고, 메이지 유신까지 아이즈 마쓰다이라 가문(会津松平氏)의 거성이 되었다.
막부 말기 도바·후시미 전투가 발단이 되어 벌어진 보신 전쟁에서 전장은 아이즈 지방으로 옮겨와 아이즈 전쟁이 발발하였다. 이때 아이즈 세력은 와카마쓰성에 약 1개월 동안 항전하였고, 그 후 성문을 열어 항복하였다. 전후 천수를 포함한 다수의 건조물에 상흔을 간직한 채 방치되어 해체될 운명을 맞이하였다.
메이지 시대 이후

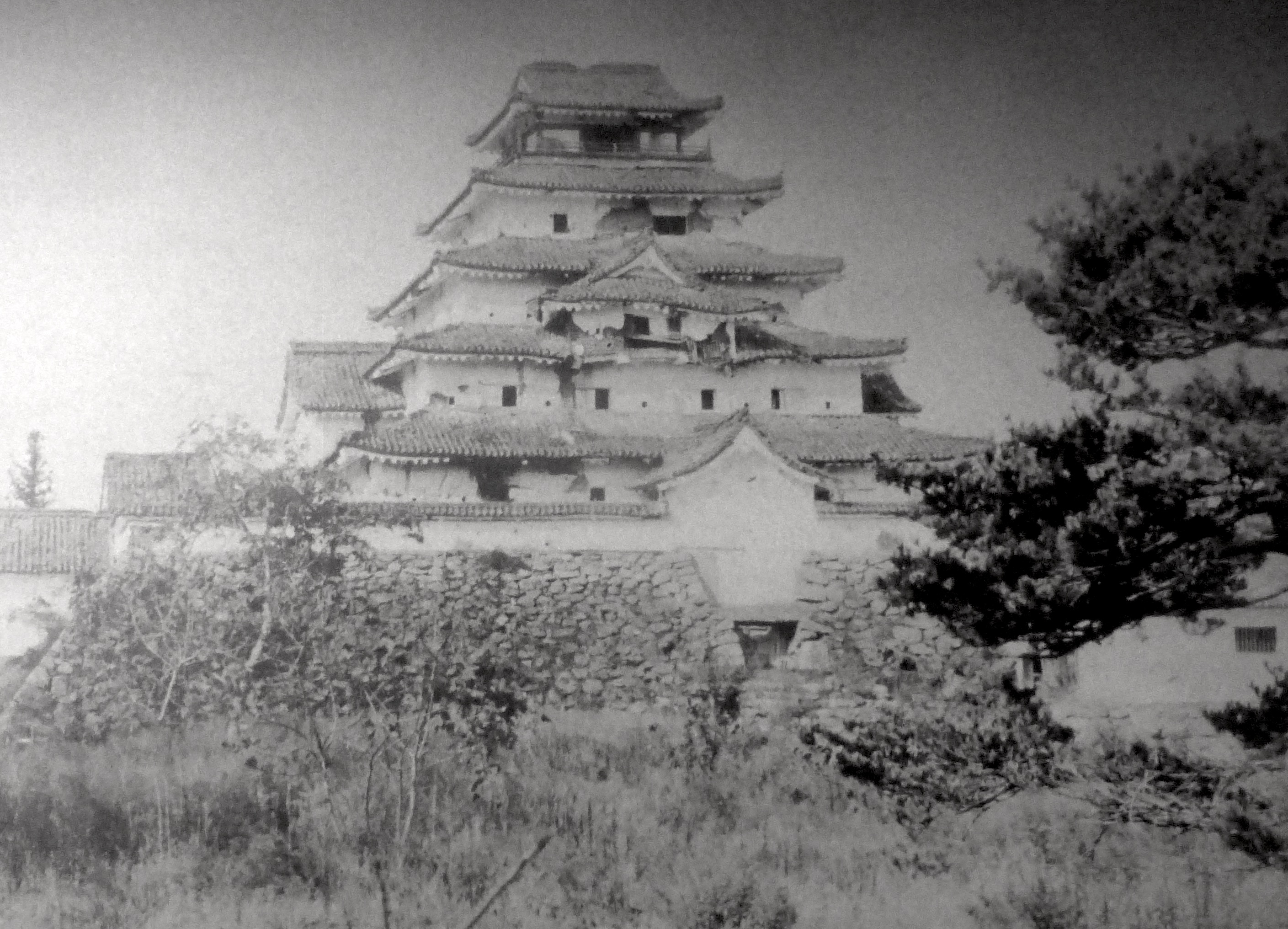
1868년 촬영된 천수

1868년(메이지 원년) 음력 9월 와카마쓰성은 신정부군의 수중에 떨어졌고, 다음해부터 성은 병부성의 소관이 되었다. 그 후 와카마쓰성은 센다이 진다이에서 관리하였다. 1869년(메이지 2년) 와카마쓰 현청이 성의 혼마루에 자리를 잡아 와카마쓰성은 와카마쓰현에서 관리하였다.
1872년(메이지 5년) 파리 외방전교회의 마린 신부와 덴마크 영사 바웨 일행은 양잠시찰을 위해 하코다테에서 요코하마로 여행길에 올랐고, 이 무렵 바웨 일행과 함께 동행한 일본인 사진사가 찰영한 와카마쓰성의 고사진의 일부가 남아있다. 이 사진은《하코다테에서 요코하마까지의 여행》이라는 여행기에 실렸던 것이다.
1874년(메이지 7년) 폐성령에 포함된 많은 성중 다행히 성의 존속이 결정되었음에도 불구하고, 군영지로서 사용하기 위해 성의 건조물이 해체되었다. 그 중 3층망루는 폐성령이 반포되기 전인 1870년 시내 사찰로 이축되어 현존해 있다. 혼마루 어전에 있던 현관도 3층 망루와 함께 이축되어 3층 망루의 현관으로 사용되고 있다.
1890년(메이지 23년) 성터 약 29 ha를 전 번주 가문인 마쓰다이라 가문에 불하하였다.
1908년(메이지 41년) 산노마루의 동쪽부분과 성 밖에 걸쳐 육군의 연대연병장이 들어섰고, 산노마루 일부분과 해자, 성루 약 6 ha가 철거되었지만, 혼마루, 니노마루, 산노마루 일부, 기타데마루, 니시데마루 및 부속 해자가 남아 이중 약 23 ha는 사적으로 지정·보존되고 있다.
1917년(다이쇼 6년) 와카마쓰시의 의뢰로 와카마쓰 공원 설계방침이 계획되어 1927년(쇼와 2년) 성터는 소유주였던 옛 번주 마쓰다이라 가문와의 10년 분할 토지양도계약 상환을 끝내고 성 부지는 와카마쓰시 소유로 되었다. 공원 근대화 방침에 기본 토대를 두어 니노마루와 니시데마루의 석벽 등이 철거되었고, 이에 따라 성터의 보존을 목적으로 1930년(쇼와 5년) 후쿠시마현은 사적·명승·천연기념물 보호법의 규정에 따라 와카마쓰성을 국가 사적에 가지정했고, 1934년(쇼와 9년) 12월 28일 와카마쓰성은 문부성 고시 제312호에 따라 정식으로 국가 사적에 지정되었다.
패전 후

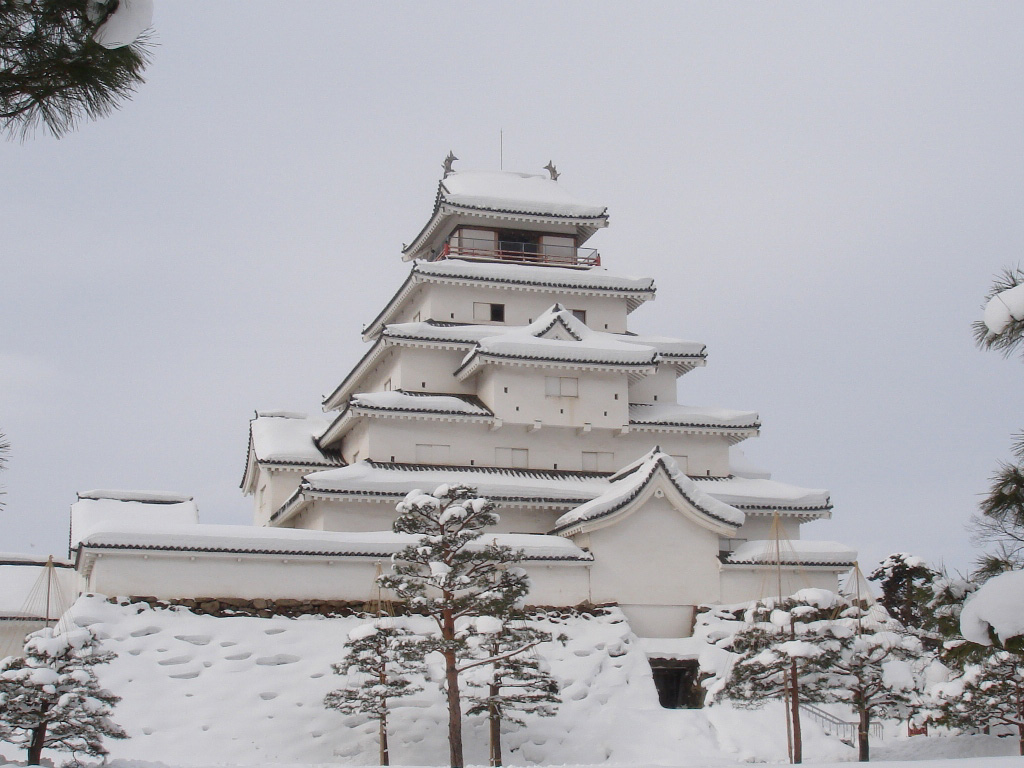
재건된 천수

제2차 세계대전 패전 후, 전후 재정비상사태 해결책의 일환으로 혼마루 내에 경륜장이 들어섰지만, 1957년(쇼와 32년) 경륜장은 성밖으로 이전되었다. 혼마루는 1960년(쇼와 35년)까지 복구되었고, 1965년(쇼와 40년) 철근콘크리트 구조로 천수가 재건되었다. 천수는 외관만 복원한 것이어서 내부는 와카마쓰성 천수각 향토박물관으로 사용되고 있다.
1990년(헤세 2년) 다실《린카쿠(麟閣)》가 혼마루의 원래 장소로 이축 복원되었고, 1993년(헤세 5년) 외측해자 터 등의 외성의 구조물 일부가 국가 사적으로 추가 지정되었다. 1997년(헤세 9년) 사적내의 주차장과 운동시설 등을 사적 밖으로 이전하는 내용 등을 포함된 성터 정비계획이 채택되었고, 2001년(헤세 13년)에는 혼마루 내의 호시이 망루(干飯櫓)와 미나미하시리 나가야(南走長屋)가 복원되었다.
2006년(헤세 18년) 4월 6일 일본 100 명성에 선정되었다.

## 관광
교통
- JR 동일본 아이즈와카마쓰역에서 하차후 노선버스〈쓰루가성·이모리산〉방면으로 환승해〈쓰루가성 북쪽입구〉에서 하차.
  - 또는 마치나카 순환버스로 환승하여〈쓰루가성 북쪽입구〉또는〈쓰루가성 산노마루 입구〉에서 하차
- 고속버스(센다이·후쿠시마·고리야마·이와키·니가타·노자와 각 노선)의 기종점〈쓰루가성·합동청사 앞〉에서 하차 도보로 10분소요.

주변 문화시설 및 관광명소
- 마쓰다이라 가문의 묘소
- 세아부리산
- 오야쿠엔

## 같이 보기
- 아시나 모리우지
- 가모 우지사토
- 가토 아키나리
- 마쓰다이라 가타모리
- 혼다 세이로쿠
- 백호대
- 도호쿠 3대 명성
  - 고미네성
  - 모리오카성
  - 와카마쓰성
- 황성의 달의 제재가 된 성
  - 도야마성
  - 센다이성
  - 오카성
  - 와카마쓰성